# جيرارد مسسورليي
جيرارد مسسورليي (بالإنجليزية: Gerard McSorley)‏ (و. 1950  م) هو ممثل مسرحي، وممثل أفلام أيرلندي، ولد في أوماه.

## التعليم
تعلم في جامعة الملكة في بلفاست.

## وصلات خارجية
- جيرارد مسسورليي على موقع IMDb (الإنجليزية)
- جيرارد مسسورليي على موقع ألو سيني (الفرنسية)
- جيرارد مسسورليي على موقع أول موفي (الإنجليزية)
- جيرارد مسسورليي على موقع قاعدة بيانات الأفلام السويدية (السويدية)
- جيرارد مسسورليي على موقع قاعدة بيانات الفيلم (الإنجليزية)
- جيرارد مسسورليي على موقع كينوبويسك (الروسية)